# Aljoša (žensko ime)
Aljoša je žensko osebno ime.

## Izvor imena
Ime Aljoša je ženska oblika moškega osebnega imena Aljoša oziroma različica ženskega osebnega imena Alja.

## Pogostost imena
Po podatkih Statističnega urada Republike Slovenije je bilo na dan 31. decembra 2007 v Sloveniji število ženskih oseb z imenom Aljoša: 77.

## Osebni praznik
Osebe, ki nosijo žensko osebno ime Aljoša koledarsko lahko uvrščamo k imenu Aleksandra oziroma Aleksander.